# سپاهی، قسطمونی
سپاهی (به ترکی استانبولی: Sipahi) یک منطقهٔ مسکونی در ترکیه است که در قسطمونی واقع شده‌است.